# Daulatpur
Daulatpur es un pueblo y nagar Panchayat situado en el distrito de Una,  en el estado de Himachal Pradesh (India). Su población es de 3763 habitantes (2011). 

## Demografía
Según el censo de 2011 la población de Daulatpur era de 3763 habitantes, de los cuales 1878 eran hombres y 1885 eran mujeres. Daulatpur tiene una tasa media de alfabetización del 93,64%, superior a la media estatal del 82,80%: la alfabetización masculina es del 97,16%, y la alfabetización femenina del 90,23%.